# Herziene Koreaanse Romanisatie
In 2000 werd door de regering van Zuid-Korea een nieuw romanisatiesysteem voor het Koreaanse Hangul-alfabet ingevoerd. Dit systeem vervangt het in Noord-Korea nog steeds gebruikte McCune-Reischauersysteem.

## Gebruik

### Klinkers
| ㅏ  | ㅓ | ㅗ | ㅜ  | ㅡ  | ㅣ | ㅐ |
| --- | -- | -- | --- | --- | -- | -- |
| a   | eo | o  | u   | eu  | i  | ae |
| ㅔ  | ㅚ | ㅟ | ㅑ  | ㅕ  | ㅛ | ㅠ |
| e   | oe | wi | ya  | yeo | yo | yu |
| ㅒ  | ㅖ | ㅘ | ㅙ  | ㅝ  | ㅞ | ㅢ |
| yae | ye | wa | wae | wo  | we | ui |

### Medeklinkers
| ㄱ   | ㄲ | ㅋ | ㄷ   | ㄸ | ㅌ | ㅂ   | ㅃ | ㅍ |      |
| ---- | -- | -- | ---- | -- | -- | ---- | -- | -- | ---- |
| g, k | kk | k  | d, t | tt | t  | b, p | pp | p  |      |
| ㅈ   | ㅉ | ㅊ | ㅅ   | ㅆ | ㅎ | ㄴ   | ㅁ | ㅇ | ㄹ   |
| j    | jj | ch | s    | ss | h  | n    | m  | ng | r, l |

De Herziene romanisatie herschrijft de volgende combinaties die voorkomen tussen lettergrepen waarbij de laatste en eerste medeklinker voor een fonetische verandering zorgen:
|         | initial → | ㅇ   | ㄱ  | ㄴ     | ㄷ  | ㄹ     | ㅁ  | ㅂ  | ㅅ  | ㅈ  | ㅊ   | ㅋ  | ㅌ  | ㅍ  | ㅎ        |
| final ↓ |           |      | g   | n      | d   | r      | m   | b   | s   | j   | ch   | k   | t   | p   | h         |
| ------- | --------- | ---- | --- | ------ | --- | ------ | --- | --- | --- | --- | ---- | --- | --- | --- | --------- |
| ㄱ      | k         | g    | kg  | ngn    | kd  | ngn    | ngm | kb  | ks  | kj  | kch  | k-k | kt  | kp  | kh, k     |
| ㄴ      | n         | n    | n-g | nn     | nd  | ll, nn | nm  | nb  | ns  | nj  | nch  | nk  | nt  | np  | nh        |
| ㄷ      | t         | d, j | tg  | nn     | td  | nn     | nm  | tb  | ts  | tj  | tch  | tk  | t-t | tp  | th, t, ch |
| ㄹ      | l         | r    | lg  | ll, nn | ld  | ll     | lm  | lb  | ls  | lj  | lch  | lk  | lt  | lp  | lh        |
| ㅁ      | m         | m    | mg  | mn     | md  | mn     | mm  | mb  | ms  | mj  | mch  | mk  | mt  | mp  | mh        |
| ㅂ      | p         | b    | pg  | mn     | pd  | mn     | mm  | pb  | ps  | pj  | pch  | pk  | pt  | p-p | ph, p     |
| ㅇ      | ng        | ng-  | ngg | ngn    | ngd | ngn    | ngm | ngb | ngs | ngj | ngch | ngk | ngt | ngp | ngh       |